# Литовский провинциальный комитет
Лито́вский провинциа́льный комите́т — центр по подготовке вооруженного восстания 1863—1864 годов на территории современных Белоруссии и Литвы. Штаб-квартира располагалась в Вильне.
В его основу легли создаваемые с 1861 года революционные кружки в Гродненской и Виленской губерниях. Первоначально организация именовалась как «Комитет движения», позже — «Литовский провинциальный комитет», с 20 января (1 февраля) по 27 февраля (11 марта) 1863 года — «Временное провинциальное правительство Литвы и Беларуси», позже — «Отдел управления провинциями Литвы», после 14 (26) июня 1863 года — «Исполнительный отдел Литвы».
В октябре 1862 года во главе организации стал Константин Калиновский, который был членом этой организации с лета того же года. Также в комитет входили капитан Генерального штаба Людвиг Звеждовский, юрист Эдмунд Вериго, врач Борис Длусский, помещик Зыгмунт Чехович, инженерный офицер Ян Козелл.
Литовский провинциальный комитет тесно сотрудничал с варшавским Центральным национальным комитетом, созданным в 1861 году «красными» для подготовки восстания. «Красными» именовалось демократическое течение, состоявшее из крестьян, ремесленников, представителей малоземельной и безземельной шляхты, разночинной интеллигенции, мелких чиновников, низшего духовенства. В свою очередь это течение делилось на две позиции. Желанием правых было при помощи всеобщего восстания восстановить независимое польское государство в границах 1772 года и передать в собственность крестьян ту землю, на которой они жили и работали, а шляхте компенсировать издержки из государственной казны. Правые также выступали за уважение национальных прав белорусов, украинцев, литовцев и за объявление всех граждан одинаково равными перед законом. Левое крыло, в свою очередь, выступало за безвозмездную ликвидацию помещичьего землевладения и за право национального самоопределения народов, а также за борьбу всех народов бывшей Речи Посполитой против их общего врага — царского самодержавия. Позиций левых придерживался и Константин Калиновский.